# Stenodyneriellus birostratus
Stenodyneriellus birostratus är en stekelart som beskrevs av Giordani Soika 1995. Stenodyneriellus birostratus ingår i släktet Stenodyneriellus och familjen Eumenidae. Inga underarter finns listade i Catalogue of Life.